# Strix rufipes
Strix rufipes là một loài chim trong họ Strigidae.